# علی‌اصغر کلانتری
علی‌اصغر کلانتری (زاده ۲۱ مارس ۱۹۶۸) بازیکن سابق و مربی فوتبال اهل ایران است.